# Wasserkraftwerk Baldeney
Das Wasserkraftwerk Baldeney ist ein Laufwasserkraftwerk  im Essener Stadtteil Bredeney am Walzenwehr des Baldeneysees. Es wird von der RWE Innogy betrieben.

## Geschichte
Der Baldeneysee wurde ab 1930 errichtet und sollte vordringlich der Gewässerreinigung in der Ruhr dienen. Es bestand jedoch von Anfang an das Interesse, auch die Wasserkraft als Energiequelle zu nutzen. Das von 1931 bis 1933 für die Rheinisch-Westfälische Elektrizitätswerke (RWE) errichtete Wasserkraftwerk wurde am nördlichen Ufer in das Stahlwalzenwehr integriert.

## Kraftwerk
Bei dem Stauziel von 51,75 Metern wird eine Fallhöhe von 8,7 Metern erreicht. Im Durchschnitt beträgt der Ausbaudurchfluss 140 m³/s, die Regelarbeit beträgt 26,7 Millionen kWh (26,7 GWh) im Jahr. Die beiden Kaplanturbinen haben jeweils eine maximale Leistung von 5000 kW, eine weitere Kaplanpumpe steht als Rückpumpwerk mit 8 m³/s zur Verfügung, kann aber auch zur Bereitstellung von zusätzlichen 1000 kW Leistung eingesetzt werden. Die Einspeiseleistung beträgt normalerweise 9,2 MW.
Das Wasserkraftwerk Baldeney ist das größte Kraftwerk seiner Art an der Ruhr. Weitere sind flussabwärts das Laufwasserkraftwerk Kettwig und flussaufwärts unter anderem die Kraftwerke Hohenstein und Hengstey sowie die Stiftsmühle.
Von Mai bis Oktober 2016 wurde das Kraftwerk mit einer Investition von einer halben Million Euro durch RWE modernisiert.
Das Kraftwerk gehört zur Route der Industriekultur und kann zeitweise besichtigt werden.

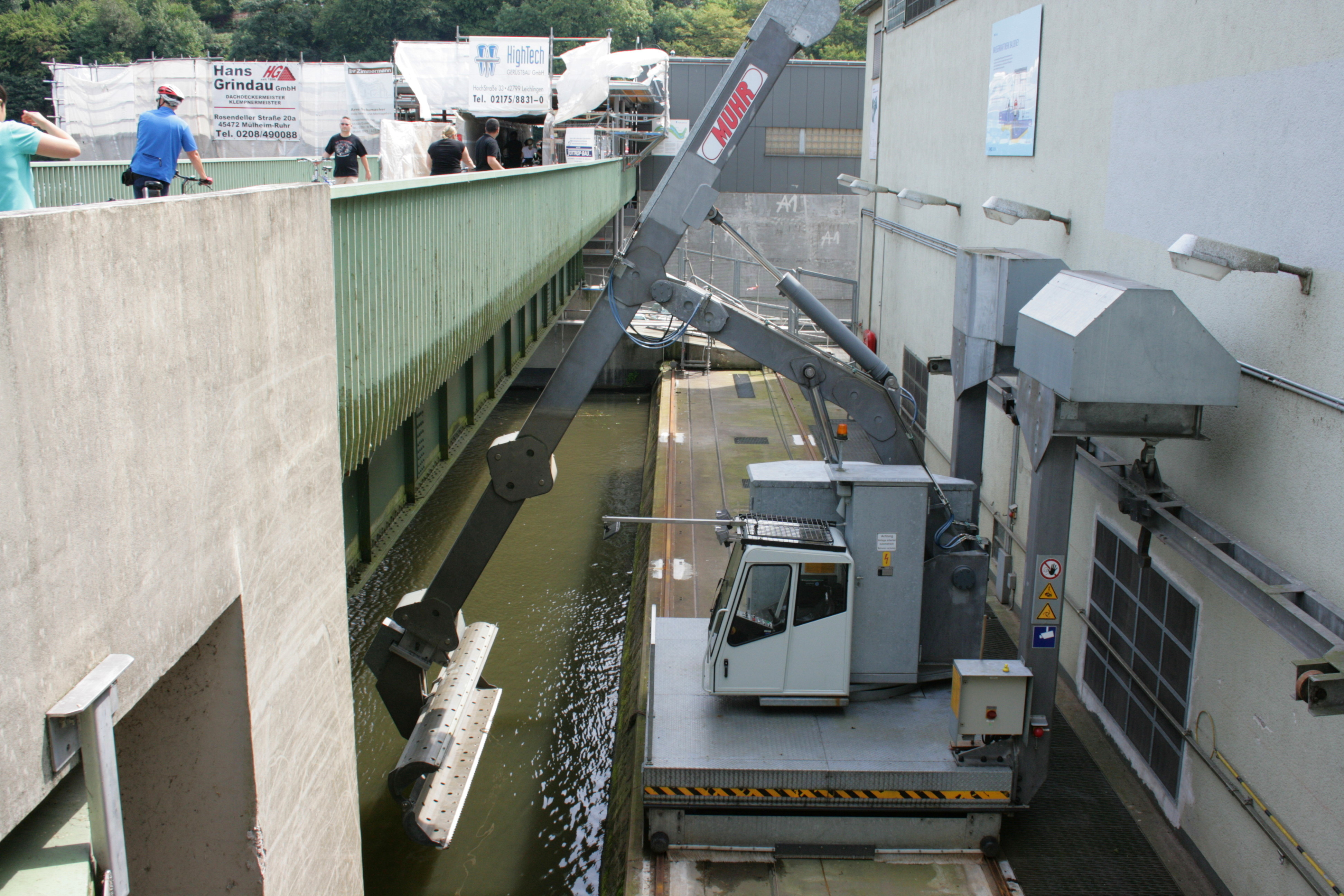
Stauwehr und Kraftwerk
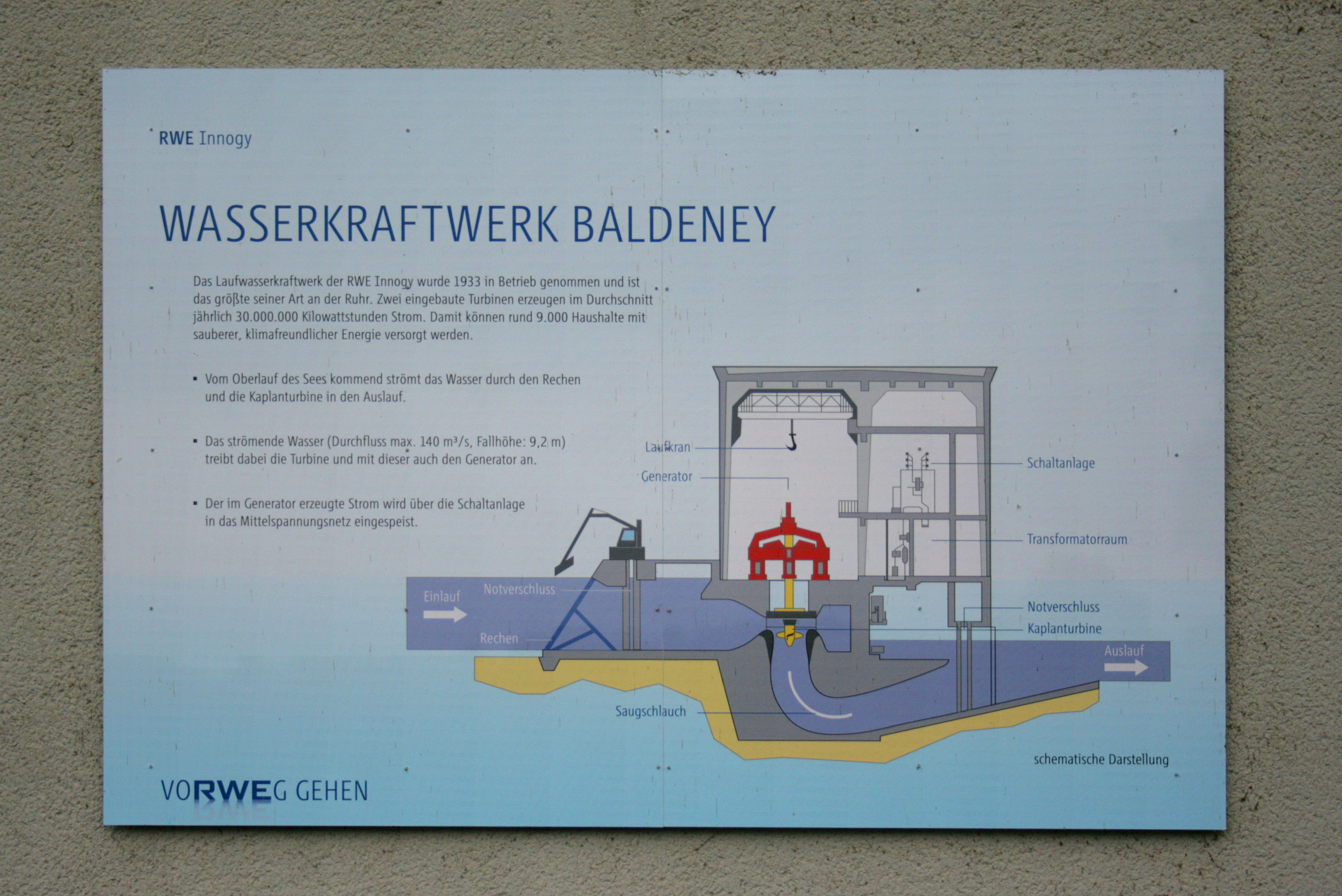
Informationstafel vor Ort erklärt eine Kaplanturbine